# サテンダー・ダガー
サテンダー・ダガー（Satender Dagar、1981年1月12日 - ）は、インドのプロレスラー。ハリヤーナー州ソーニーパト出身。現在はWWEの傘下団体であるNXTにてジート・ラマ（Jeet Rama）のリングネームで所属。

## 来歴

### クシュティー
幼少時代よりクシュティーに打ち込む。ナショナルヘビー級王者に2度君臨。ヒンドゥー・ケサリを3度受賞した。

### WWE

#### NXT
2015年6月2日、アメリカのメジャープロレス団体であるWWEとディベロップメント契約を交わし入団。トレーニング施設であるWWEパフォーマンスセンターにてプロレスの基礎を学ぶ。
2016年1月15日、インド・ニューデリーで行われたWWE Liveにて凱旋。ジート・ラマ（Jeet Rama）のリングネームでチャド・ゲイブルを相手にプロレスラーデビューを果たし、初勝利を飾った。
2017年4月5日、NXTの収録にて登場。ジョン・スカイラーと対戦。勝利した。